# 合唱

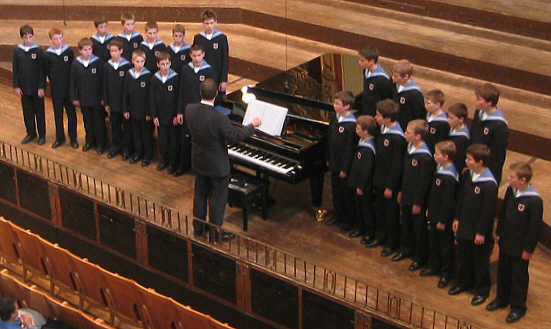
ウィーン少年合唱団

合唱（がっしょう）は、複数の人が複数の声部に分かれて各々の声部を複数で歌う声楽の演奏形態のこと。器楽における「合奏」の対語でもある。クワイア（choir）、コーラス（chorus）とも呼ばれる。

## 概要
音楽用語としての「合唱」は、厳密には複数の声部をそれぞれ複数の人数で歌うことを指し、複数人の歌唱であっても声部が一つで全員が同一の旋律を歌う斉唱、声部が複数であっても各々の声部が一人ずつとなる重唱とは区別される。ただし、一般には大勢が声を合わせて歌うことを大雑把に全て「合唱」と呼ぶ場合もある。

## 歴史
斉唱は古くより多くの民族の間で行われてきたと考えられるが、西洋音楽において合唱が現れたのは中世のオルガヌムが最初である。当初は二つの声部が完全五度または完全四度で平行するだけの単純なものであったが、やがて高度なポリフォニーを生み出し、12世紀に頂点を迎えた。13世紀のアルス・アンティカ、14世紀のアルス・ノーヴァ、トレチェント音楽、アルス・スブティリオルを経て、15世紀以降のルネサンス音楽へと発展した。
西洋音楽の合唱が日本人によって初めておこなわれたのは、1557年の聖週間に豊後府内（現在の大分県大分市）でおこなわれた歌ミサであるとされている。日本最初の合唱曲は瀧廉太郎が1900年に作曲した「組曲『四季』」に含まれている。

## 合唱の種類
クラシック音楽における、合唱の主な分類法は次のとおり。

### パート数による分類
パート数により、二部合唱、三部合唱、四部合唱等と呼ぶ。部分的にパート数が異なる場合も、多くの部分がそのパート数であるならばそのパート数で呼ばれる。理論上は何部合唱でも作曲は可能であるが、大人数の合唱団や上級の演奏技術を有する合唱団に実演の可能性が限られることから、五部合唱以上のパート数を有する合唱曲は四部合唱以下と比べて数が格段に少なくなる。
ただし、曲のなかで一時的にパートがさらに複数に分かれることもあり、これはディヴィジョン（ディヴィジ）と呼ばれる（記号 div.）。ディヴィジョンによって複雑な和音が作り出されることが多い。

### 独唱の有無による分類
合唱とは別に独唱者または重唱者が立てられることがある。わずか数小節を担当する程度のものもあれば、独唱曲に近い（合唱がほんのわずかしか登場しない）ものもある。管弦楽を伴う作品の中には、合唱とソロがそれぞれ別々の箇所を歌い、お互いが絡み合うことがまったくないものも多々見られる。この点は、独奏楽器と管弦楽が一緒に演奏する場面が必ずといっていいほど存在する協奏曲と異なるところである。
独唱ではなく、または、独唱に加えて語り手（ナレーター）の入る合唱曲もある。シェーンベルクの「ワルシャワの生き残り」や、ツィンマーマンの「若き詩人のためのレクイエム」など、20世紀以降の作品に広く見られる。

### 伴奏の有無による分類
無伴奏の合唱をア・カペラ（厳密な意味は教会風）と呼ぶが、日本の曲（民謡や童謡・唱歌）に対しては単に無伴奏と呼ぶ。伴奏が付く場合にはピアノやオルガンによるものとオーケストラによるものが多いが、ハープや打楽器などによる伴奏もある。

### 声の性質による分類
女声による合唱を女声合唱、男声によるものを男声合唱といい、変声前の声によるものを児童合唱（または童声合唱、少年合唱、少年少女合唱など。主に童声合唱）と呼ぶ。男女の声によるものを混声合唱という。また、混声合唱の対義語として同声合唱（男声合唱と女声合唱の総称）があるが、前述の童声合唱と読みが同じために混同されがちである。
また、二次性徴以前の男子の場合、ボーイソプラノとして、女声パートを歌う場合や、童声合唱で歌われることがある。

### 多く行われる合唱の形態
上記の組み合わせにより、様々な形態が考えられるが、多く行われるものは次の通りである。
女声3部合唱（ソプラノ・メゾソプラノ・アルト）
低音を補うためピアノなどを伴うことが多い。
男声4部合唱（第1テノール、第2テノール、バリトン、バス）
第1テノールが主旋律を歌うことが多いが、バーバーショップスタイルのカルテットでは主に第2テノールが主旋律を担当する。無伴奏が多いが、他の楽器と共演することも珍しくない。
混声4部合唱（ソプラノ・アルト・テノール・バス）
和音が和声的に確立されるため、きわめて基準性の高い編成といえる。コラールはこの編成で書かれる。また、和声学では、この編成を標準とする。無伴奏曲や他の楽器との共演曲ともに多い。また、オーケストラとの共演が、女声合唱や男声合唱に比べて多いのも特徴的である。

## 楽曲

### 楽曲の分類

#### 宗教合唱曲と世俗合唱曲
キリスト教の典礼文に曲をつけたもの、あるいは宗教的な色合いが濃い作品を宗教合唱曲（宗教的合唱曲）、それ以外の作品を世俗合唱曲（世俗的合唱曲）として区別する。それぞれ「宗教曲」「世俗曲」と略されるが、これらは独唱曲なども含む広い概念になる。このような区分法は、作曲家の作品リストやCDなどでしばしば見られる。
宗教的なものにはレクイエム・ミサ曲・教会カンタータなど、そうでないものとしては世俗カンタータなどがある。

#### オペラとオラトリオ
音楽劇であるオペラ、あるいはオラトリオには頻繁に合唱曲が多く含まれている。そのために書かれた楽曲が単独で合唱曲として歌われることも多い。

#### 合唱組曲
あるテーマに沿った複数の合唱曲を作曲家が一つにまとめた合唱組曲は、日本にその作品が多い。清水脩の男声合唱組曲「月光とピエロ」（1949年）によってこの形態が普及した。無伴奏、もしくはピアノ伴奏によるものが大多数である。他の形態の組曲と同じく、個々の曲を単独で演奏することも多い。

### 主な合唱曲
男声合唱曲、女声合唱曲、児童合唱曲については男声合唱、女声合唱、児童合唱の項目も、無伴奏混声合唱曲については、無伴奏の合唱の項も参照。

#### 日本人以外の作曲家による合唱曲
- マショー　ノートルダム・ミサ
- オケゲム　レクイエム
- ジョスカン　アヴェ・マリア / ミサ・パンジェ・リングァ
- ジャヌカン　鳥の歌 ほか多数
- タリス　エレミアの哀歌 / 40声のモテット
- パレストリーナ　教皇マルチェルスのミサ / スターバト・マーテル / Sicut Cerves Desiderat/Super flumina Babilonis
- バード　3声、4声、5声のミサ
- モンテヴェルディ　オペラ『オルフェオ』 / 聖母マリアの夕べの祈り / アリアンナの嘆き / 倫理的・宗教的な森 / ほかマドリガル多数
- アレグリ　ミゼレーレ
- シュッツ　カンツィオーネス・サクレ SWV53-93 / キリストの十字架上の七つの言葉 SWV478
- カリッシミ　オラトリオ《イェフタ》
- ジェズアルド　マドリガル集全6巻ほか / 聖務週間日課のためのレスポンソリウム集
- シャルパンティエ　真夜中のミサ
- ヴィヴァルディ　グローリア ニ長調 RV.589
- ヘンデル　オラトリオ《メサイア》
- J・S・バッハ　マタイ受難曲 BWV244 / ヨハネ受難曲 BWV245 / クリスマス・オラトリオ BWV248 / ミサ曲 ロ短調 BWV232 / モテットBWV225 - 230 / カンタータ《目覚めよと呼ぶ声あり》BWV140 / カンタータ《心と口と行いと命もて》BWV147
- ハイドン 《十字架上のキリストの最後の7つの言葉》 / オラトリオ《四季》/ オラトリオ《天地創造》/ ミサ曲1 - 12番
- モーツァルト　ミサ曲 ハ長調《戴冠式ミサ》 K.317 / ミサ曲 ハ短調 K.427（417a）/ アヴェ・ヴェルム・コルプス K.618 / レクイエム ニ短調 K.626
- ケルビーニ　レクイエム ハ短調
- ベートーヴェン　合唱幻想曲 ハ短調 作品80 / ミサ・ソレムニス 作品123
- ロッシーニ　小ミサ・ソレムニス / スターバト・マーテル
- シューベルト　ミサ曲1 - 6番 / ドイツ・ミサ D.872 / 水上の聖霊の歌 D.714
- ベルリオーズ　レクイエム 作品5 / オラトリオ《キリストの幼年時代》 作品25
- シューマン　楽園とペリ 作品50
- メンデルスゾーン　オラトリオ《聖パウロ》作品36 / オラトリオ《エリヤ》作品70
- ヴェルディ　レクイエム / 聖歌四篇
- ブルックナー　ミサ曲1 - 3番 / テ・デウム ハ長調
- ヨハン・シュトラウス2世　美しく青きドナウ
- ブラームス　ドイツ・レクイエム 作品45 / アルト・ラプソディ 作品53 / 運命の歌 作品54 / 哀歌 作品82
- チャイコフスキー　聖金口イオアン聖体礼儀 作品41
- ドヴォルザーク　スターバト・マーテル 作品58 / レクイエム 作品89
- フォーレ　ラシーヌの雅歌 作品11 / レクイエム 作品48
- ヤナーチェク　グラゴル・ミサ
- エルガー　戴冠式頌歌 作品44
- マーラー　カンタータ《嘆きの歌》
- ニールセン　フューンの春 作品42 ほか多数
- ラフマニノフ　徹夜祷 作品37
- シェーンベルク　グレの歌 / ワルシャワの生き残り 作品46
- バルトーク　カンタータ・プロファーナ
- コダーイ　ハンガリー詩篇 / マートラの風景 ほか多数
- ストラヴィンスキー　ミサ曲 / レクイエム・カンティクルズ
- プロコフィエフ　カンタータ《アレクサンドル・ネフスキー》作品78
- オルフ　カルミナ・ブラーナ
- プーランク　人間の顔/スターバト・マーテル / グローリア
- ウォルトン　ベルシャザールの饗宴
- デュリュフレ　レクイエム 作品9 / 4つのモテット 作品10
- ショスタコーヴィチ　森の歌 作品81
- メシアン　我らが主イエス・キリストの変容 / 5つのルシャン
- ブリテン　キャロルの祭典 作品28 / 戦争レクイエム 作品66
- バーンスタイン　チチェスター詩篇 / ミサ曲
- リゲティ　レクイエム / ルクス・エテルナ / 孤独
- ペンデレツキ　ルカ受難曲（無伴奏の「スターバト・マーテル」を含む）/ ヘルヴィムの歌
- シュニトケ　オラトリオ『長崎』 / 合唱コンチェルト
- ロイド・ウェッバー　レクイエム

#### 日本人作曲家による合唱曲
- 瀧廉太郎　組曲「四季」- 4曲中3曲が重唱または合唱のために書かれている。
- 信時潔　いろはうた／海道東征
- 橋本國彦　川
- 平井康三郎　不尽山を見て
- 清水脩　月光とピエロ／アイヌのウポポ
- 髙田三郎　水のいのち／心の四季／ひたすらな道
- 小倉朗　ほたるこい
- 柴田南雄　追分節考／萬歳流し／宇宙について
- 磯部俶　遥かな友に
- 石井歓　枯木と太陽の歌／風紋
- 岩河三郎　一日に何ども／木琴／親しらず子しらず／富山に伝わる三つの民謡
- 中田喜直　海の構図／都会
- 團伊玖磨　岬の墓／筑後川
- 大中恩　島よ／わたしの動物園
- 間宮芳生　合唱のためのコンポジション1～17
- 湯浅譲二　芭蕉の俳句によるプロジェクション／九位によるコムポジション
- 武満徹　風の馬／混声合唱のための「うた」
- 寺島尚彦　さとうきび畑
- 三木稔　レクイエム／阿波
- 廣瀬量平　海の詩／海鳥の詩
- 多田武彦　柳河風俗詩／雨
- 南安雄　チコタン／日曜日
- 林光　原爆小景
- 小林秀雄　落葉松／伊勢志摩
- 湯山昭　葡萄の歌／ゆうやけの歌
- 三善晃　地球へのバラード／嫁ぐ娘に／クレーの絵本／王孫不帰／路標のうた／縄文土偶／五つの童画
- 平吉毅州　ひとつの朝／わが里程標
- 佐藤眞　土の歌（「大地讃頌」を含む組曲）／蔵王／旅／生きてゆく
- 池辺晋一郎　六つの子守歌／東洋民謡集I - IV／交響詩ひめじ
- 黒澤吉徳　消えた八月／空駆ける天馬
- 新実徳英　組曲「幼年連祷」／やさしい魚／聞こえる／祈りの虹／花に寄せて
- 橋本祥路　遠い日の歌／時の旅人／みんなひとつの生命だから
- 荻久保和明　季節へのまなざし／縄文／IN TERRA PAX
- 髙嶋みどり　青いメッセージ／かみさまへのてがみ
- 西村朗　まぼろしの薔薇／そよぐ幻影／秘密の花
- 鈴木憲夫　雨ニモマケズ／永訣の朝
- 青島広志　マザー・グースの歌／ギルガメシュ叙事詩
- 木下牧子 方舟／ティオの夜の旅／鷗
- 千原英喜　おらしょ／どちりなきりしたん／ある真夜中に／良寛相聞
- 鈴木輝昭　森へ／女に
- 山本純ノ介　光葬／二億年ずつ23回
- 松井孝夫　マイバラード／そのままの君で
- 松下耕 信じる／そのひとがうたうとき
- 寺嶋陸也　風になりたい／二月から十一月への愛のうた
- 信長貴富　新しい歌／いまぼくに／思い出すために
- 上田真樹  夢の意味

### 合唱を伴う主な交響曲
- ベートーヴェン　交響曲第9番 ニ短調《合唱》作品125
- ベルリオーズ　劇的交響曲《ロメオとジュリエット》作品17
- メンデルスゾーン　交響曲第2番 変ロ長調《讃歌》作品52
- リスト　ファウスト交響曲 / ダンテ交響曲
- マーラー　交響曲第2番 ハ短調《復活》 / 交響曲第3番 ニ短調 / 交響曲第8番 変ホ長調《千人の交響曲》
- シベリウス　クレルヴォ交響曲 作品7
- スクリャービン　交響曲第1番 ホ長調 作品26 / 交響曲第5番《プロメテウス》作品60
- セルゲイ・ラフマニノフ 合唱交響曲《鐘》作品35
- ヴォーン・ウィリアムズ　海の交響曲 / 南極交響曲
- ブライアン　交響曲第1番 ニ短調 《ゴシック》
- アイヴズ　交響曲第4番
- ミャスコフスキー　交響曲第6番 変ホ短調《革命》作品52
- ストラヴィンスキー　詩篇交響曲
- アッテルベリ　交響曲第9番《幻想的交響曲》 作品54
- ミヨー　交響曲第3番《テ・デウム》 作品271
- ショスタコーヴィチ　交響曲第2番 ロ短調《十月革命に》 作品14 / 交響曲第3番 変ホ長調《メーデー》 作品20 / 交響曲第13番 変ロ短調《バビ・ヤール》 作品113
- ブリテン　春の交響曲 作品44
- バーンスタイン　交響曲第3番《カディッシュ》
- 黛敏郎　涅槃交響曲
- シュニトケ　交響曲第2番《聖フローリアン》/ 交響曲第4番

### 合唱を伴う主な管弦楽曲
- ドビュッシー　夜想曲（第3曲「シレーヌ」）
- ホルスト　惑星 作品32
- ラヴェル　バレエ音楽《ダフニスとクロエ》
- ケテルビー　ペルシャの市場にて - 男声合唱が入るが実演では省略されることが多い。
- プロコフィエフ　冬のかがり火 作品122
- ライヒ　砂漠の音楽

### 合唱を伴う主な協奏曲
- ブゾーニ　ピアノ協奏曲 作品39

### 合唱を伴うアンサンブル曲（管弦楽曲を除く）
- オルフ - カトゥーリ・カルミナ
- コシンスキー - マリンバと合唱のための協奏曲（混声四部とマリンバ独奏を含む打楽器四重奏）
- セジョルネ（英語版） - Book of Gems (混声四部と打楽器二重奏）

## 演奏団体
クラシック音楽の合唱団はオペラハウスや放送局専属の団体（○○歌劇場合唱団、○○放送合唱団など）はプロだが、それ以外は殆ど全てがアマチュアである。〇〇交響楽団合唱団のような名でプロのコンサートオーケストラが付属のアマチュア合唱団を擁したり、ヘルベルト・フォン・カラヤンのオペラを除く合唱付随曲録音の大部分でのウィーン楽友協会合唱団など、商業音楽活動においてもアマチュア合唱団が活躍する比率は高い。また、ベルリン・フィルの「第9」録音（クリュイタンス、カラヤン、フリッチャイら）などにしばしば参加しているベルリン聖ヘドヴィッヒ教会合唱団など教会聖歌隊も欧州では重要な存在である。都度報酬を受けるケースがあるとはいえ、それを成員の主要生計手段としていないアマチュア団体が商業活動の中でおいて大きな比率を占めるという点で合唱団は管弦楽団などと一線を画している。他でプロを名乗る団は世界的に少数であるが、オランダ室内合唱団、ウィーンのアルノルト・シェーンベルク合唱団、日本の東京混声合唱団などがある。ヨーロッパではほとんどの主要な都市にはオペラハウスがあり、そこには専属のプロの合唱団が存在している。特にドイツでは人口10万程度の中都市の歌劇場でも合唱団(とオーケストラ)を擁しているところが少なくない。オペラの合唱団は大きな動きや演技をともなったり、様々な衣装を身につけなければならないなど、コンサートや宗教用の合唱団とは異なった俳優としての能力を要求されるが、上記の二団体などオペラ出演に積極的（音楽祭などでは歌劇場合唱団が出演できないケースもあるため）な合唱団も存在する。

個別の合唱団については、

## 学校教育と合唱
合唱は楽器を必要とせず、手軽に実施できることから、学校における音楽教育の場では重視される。
日本では小学校と中学校で音楽が必修であり、授業の中で取り上げられる機会はままある。音楽科の授業以外にも、特別活動として音楽会やクラス対抗の合唱大会などで行事に取り入れられている例が多い。入学式や卒業式などの際に全体合唱をする例も数多く見受けられる。
また部活動の一環として、合唱部が組織されている学校も多い。学校によって、音楽部、コーラス部、グリークラブなどと呼称に揺れが見られる。合唱部の主たる活動としては、校内行事などで校歌等を学校を代表して演奏することや、都道府県や市の合唱連盟に所属し、所属地域の合唱団が集まる合唱祭と呼ばれるイベントに参加したり、おおよそ夏ごろに行われる合唱コンクールに参加したりすることである。主なコンクールとして、NHK全国学校音楽コンクール・全日本合唱コンクールが挙げられる。さらには地域の老人ホームなどの施設への慰問演奏や定期演奏会などをする合唱部もある。しかし合唱連盟に所属せず、さらに合唱祭やコンクールなどに出場しない合唱部も少なくなく、ここに記した限りでない幅広い活動が見受けられる。